# Tybjerglille Bakker
Tybjerglille Bakker – miasto w Danii, w regionie Zelandia, w gminie Næstved.